# أنهار كايتلين
أنهار كايتلين
كايتلين ريفرز
الجنسية الأمريكية
أسماء أخرى Caitlin Yeaton
جامعة نيو هامبشير التعليمية
جامعة فرجينيا للتكنولوجيا
طبيب وبائي مهني
السنوات النشطة 2014 حتى الآن
صاحب العمل كلية جونز هوبكنز بلومبرج للصحة العامة، مركز جونز هوبكنز للأمن الصحي (حالي)
الجيش الأمريكي
كايتلين إم ريفرز هي عالمة وبائية أمريكية، كباحثة أولى في مركز جونز هوبكنز للأمن الصحي وأستاذ مساعد في كلية جونز هوبكنز بلومبرج للصحة العامة، متخصصة في تحسين التأهب للوباء. تعمل ريفرز حاليًا على استجابة الولايات المتحدة لوباء الفيروس التاجي 2019-2020 مع التركيز على دمج نماذج الأمراض المعدية والتنبؤ بها في اتخاذ قرارات الصحة العامة. [1]
الحياة المبكرة والتعليم
في عام 2011 ، حصلت ريفرز على درجة البكالوريوس في الأنثروبولوجيا من جامعة نيو هامبشاير، حيث تخصصت في الأنثروبولوجيا الطبية. [2] قالت إنها أصبحت مهتمة بالصحة العامة بعد قراءة كتاب تريسي كيدر، جبال ما وراء الجبال، والذي كان حول عمل الأنثروبولوجيا والطبيب بول فارمر في القضاء على الأمراض المعدية. [3]
في عام 2013 ، حصلت ريفرز على درجة الماجستير في الصحة العامة (MPH) مع التركيز على الأمراض المعدية من Virginia Tech. في عام 2015 ، حصلت على درجة الدكتوراه في برنامج علم الوراثة والمعلوماتية الحيوية والبيولوجيا الحاسوبية، حيث تخصصت في علم الأوبئة الحسابي، من شركة Virginia Tech. [4] كانت أطروحتها حول نمذجة الأمراض المعدية الناشئة لدعم الصحة العامة، باستخدام مصادر البيانات العامة غير التقليدية المتاحة، مثل البيانات التي تم جمعها من وسائل التواصل الاجتماعي وعبارات بحث Google. [5] ركزت خصوصًا على البيانات المتعلقة بتفشي إنفلونزا الطيور A (H7N9) ، ومتلازمة الشرق الأوسط التنفسية التنفسية التاجية (MERS-CoV) ، ومرض فيروس إيبولا (EVD).
مسار مهني مسار وظيفي
خلال دراساتها بعد التخرج، كانت ريفرز مساعدة أبحاث للخريجين في معهد Biocomplexity التابع لـ Virginia Tech (المعروف سابقًا باسم معهد المعلومات البيولوجية في فيرجينيا) في Blacksburg ، فرجينيا، حيث بنت نماذج الأمراض المعدية للأمراض المعدية الناشئة بما في ذلك النوع الفرعي من فيروس الإنفلونزا H7N9 ، الفيروس التاجي المرتبط بمتلازمة التنفس في الشرق الأوسط، ووباء فيروس إيبولا في غرب أفريقيا 2014-2015 - وهذا الأخير بالتنسيق مع وزارة الدفاع الأمريكية. حافظت ريفرز على المصدر الوحيد للمستودع الرقمي للبيانات خلال تفشي الإيبولا. كجزء من هذا العمل، قامت بتطوير أدوات وواجهات وبرامج تعليمية لعلماء الأوبئة. [3]
من عام 2013 إلى عام 2015 ، كان ريفرز عالم وبائيات مدني لجيش الولايات المتحدة. عملت في مركز الصحة العامة التابع للجيش الأمريكي كجزء من برنامج منح الدفاع عن العلوم والرياضيات والبحث من أجل التحول (SMART) خلال سنتها الثانية من برنامج الدكتوراه. [3] عملت ريفرز في برنامج مراقبة أمراض الجهاز التنفسي الحادة التابع للجيش، حيث عملت مع بيانات الجيش لرصد وتتبع الاتجاهات في الأمراض المعدية وتحديد مكان حدوثها.
كما ظهرت في أواخر عام 2019 ، طبقت ريفرز خبرتها في علم الأوبئة الحاسوبية للتنبؤ بآثار جائحة COVID-19 في الولايات المتحدة، باستخدام البيانات المتاحة من الفاشيات السابقة منذ فيروس كورونا الجديد. استخدمت هي وزملاؤها بيانات من وحدة العناية المركزة واحتياجات سرير المرضى الداخليين في مدينتين صينيتين (ووهان وقوانغتشو) لتوضيح احتياجات الرعاية الصحية إذا ومتى انتشر الفاشية إلى الولايات المتحدة. [9] [10] وخلص تحليلهم إلى أنه إذا حدث تفشي مشابه لمدى تفشي المرض في ووهان في مدينة أمريكية، فإن احتياجات وحدة العناية المركزة لمرضى COVID-19 وحدها ستتجاوز سعة المستشفى.
استخدمت ريفرز تويتر كوسيلة لإيصال تحليلاتها مع توفر البيانات الجديدة، مما يحسن فهم الجمهور لمسار الوباء. تعاونت مع باحثين في جامعة ماساتشوستس أمهيرست لتحليل الاتجاهات في الأمراض الشبيهة بالإنفلونزا التي لم تكن بالإنفلونزا ووجدت بعض الأنشطة غير العادية التي قد تتوافق مع الإصابة بـ COVID-19. [11] كما قامت بتحليل بيانات الترصد المتلازمي من الفاشيات في تايوان وهونغ كونغ وسنغافورة ووجدت أن تدابير الاحتواء التي كانوا يتخذونها كانت فعالة بالفعل في «تسوية منحنى» انتقال العدوى وتقليل العدوى. [12] [13]
في مارس 2020 ، شاركت في تأليف مقترح سياسة من خلال معهد المؤسسة الأمريكية، جنبًا إلى جنب مع مفوضي إدارة الغذاء والدواء السابقين سكوت جوتليب ومارك ماكليلان، رئيس موظفي إدارة الغذاء والدواء السابق لورين سيلفيس، وخبير الصحة العامة كريستال واتسون، مع خطوة بخطوة جدول زمني حول كيفية تخفيف القيود بأمان في أعقاب جائحة فيروس كورونا. [14] [15] تحدد الخطة أربع مراحل، مع تحفيز الانتقال من مرحلة إلى أخرى، بناء على قاعدة أدلة علم الأوبئة. في مقال رأي سبق الاقتراح السياسي، جادل غوتليب وريفرز بأن عزل مدن بأكملها غير ضروري ؛ بدلاً من ذلك، يجب على المسؤولين الحكوميين التركيز على تدابير التخفيف المنسقة جيدًا في جميع أنحاء البلاد للحد من انتشار المجتمع. [16] يتضمن جزء من تدابير التخفيف هذه أيضًا توفير الإغاثة لأولئك الذين سيتأثرون اقتصاديًا بالإغلاق والتكاليف الطبية.